# Taka-Ruuho
Taka-Ruuho är en ö i Finland. Den ligger i sjön Saimen och i kommunen Taipalsaari i den ekonomiska regionen  Villmanstrands ekonomiska region  och landskapet Södra Karelen, i den södra delen av landet, 210 km nordost om huvudstaden Helsingfors. Öns area är 27,4 hektar och dess största längd är 0,9 kilometer i sydväst-nordöstlig riktning.